# Melanoplus frigidus
Melanoplus frigidus is een rechtvleugelig insect uit de familie veldsprinkhanen (Acrididae). De wetenschappelijke naam van deze soort is voor het eerst geldig gepubliceerd in 1846 door Carl Henrik Boheman.